# Harold Kitson
Harold Austin Kitson (Richmond, 17 giugno 1874 – Umkomaas, 30 novembre 1951) è stato un tennista sudafricano.

## Palmarès

### Olimpiadi
- Oro a Stoccolma 1912 nel doppio outdoor.
- Argento a Stoccolma 1912 nel singolare outdoor.